# 土屋アンナ
土屋 アンナ（つちや アンナ、Anna Tsuchiya、1984年3月11日 - ）は、日本の女性ファッションモデル、歌手、女優。東京都生まれ。血液型はA型。身長168cm、体重48kg。東京都渋谷区在住。
所属事務所はモデリングオフィスAMA。所属レコード会社はMAD PRAY RECORDS。
長男の澄海（スカイ）と次男の心羽（シンバ）もモデルとして活動している。

## 来歴
- 1998年（平成10年）
  - モデルをしていた姉から紹介されたことがきっかけで自身もモデルを始め、雑誌「SEVENTEEN」の専属モデルとなって一年間出演した[5]。雑誌以外にも、テレビ、広告、ファッションショー、テレビCMなど幅広く活動する[2]。
- 2002年（平成14年）
  - 11月7日、ロックバンド「Spin Aqua」のボーカルとして歌手デビュー。
- 2003年（平成15年）
  - NHKのテレビ語学番組『NHKイタリア語会話』にレギュラー出演する[6]。
- 2004年（平成16年）
  - 5月、映画『下妻物語』と『茶の味』に出演し、女優デビュー[6]。深田恭子とともにダブル主演を務めた『下妻物語』では、日本アカデミー賞新人俳優賞、ブルーリボン賞最優秀新人賞をはじめとする2004年度の映画各賞を8つ受賞[2][6]。
  - 6月15日、結婚と妊娠を発表。相手は同じ事務所に所属していたモデルのジョシュアで、同年11月19日には長男・澄海（スカイ）が誕生[7]。それにともないバンド「Spin Aqua」は解散、約1年7カ月の活動に終止符を打った。
- 2005年（平成17年）
  - 8月、インディーズからミニアルバム「Taste My Beat」をリリースし、ソロ・シンガーとして活動を開始する[2]。
  - 12月、映画『バッシュメント』に主演（監督は布川敏和）。
- 2006年（平成18年）
  - 1月25日、シングル「Change your life」でメジャーデビュー。日本国内にとどまらず、その後もフランス・アメリカ・アジア各国でのフェス出演やワンマンライブ、アジア各国やEU43か国でのCDリリースなど、世界を視野に入れた活動を展開する[2]。
  - 4月5日から放映のアニメ『NANA』に大崎ナナの歌唱キャストとして参加し、主題歌も歌う[6]。
  - 5月27日公開の映画、『嫌われ松子の一生』に女囚役として出演[6]。
  - 6月28日、ANNA inspi'NANAとしてシングル「rose」をリリースする。オリコンチャート6位。
  - 7月8日、パリで開催された日本文化を紹介するイベント「Japan Expo」に出演。約8000人の観客の前で、ファッションショーとライブを行った。日本のガールズファッションが人気を集めている事や日本のカルチャー自体が注目を浴びていること、同年6月から『下妻物語』がフランスで『Kamikaze Girls』として公開された事などから、彼女も「日本のマドンナ」と注目を浴びた[8][9]。
  - 7月4日、結婚から2年を経て離婚[7]。その後、前夫のジョシュアは離婚から2年後の2008年に25歳で心不全により死亡。
  - 8月2日、ソロファーストアルバム『strip me?』をリリース。オリコンチャート11位。
  - 8月12日、ロック・フェスティバル「SUMMER SONIC 2006」に出演。
  - 12月6日発売の布袋寅泰のアルバム『SOUL SESSIONS』にQUEEN OF THE ROCK（「布袋寅泰 vs 土屋アンナ」名義）で参加。
- 2007年（平成19年）
  - 2月24日公開の映画、『さくらん』に主役の花魁役で出演[6]。
  - 2月28日、ANNA TSUCHIYA inspi'NANA名義で初のオリジナルアルバムをリリース。
  - 6月2日に行われた旭鷲山の断髪式に登場。旭鷲山の写真集に登場した縁があったためプレゼンターとなって土俵下から花束を渡した。
  - 6月30日から米ロサンゼルスを皮切りに韓国、台湾、日本と4ヵ国・地域12公演で、各国で開催される夏フェスに特別ゲストとして参加。日本の女性歌手が世界ツアーを行なうのは初めて。公演はすべて各国からオファーを受けた形で実現し、スケジュールが合わずに出演を断った公演が十数件に上った。
  - 8月12日、ロック・フェスティバル「SUMMER SONIC 2007」に出演。
  - 9月、ユーリヤ・サーヴィチェヴァの来日コンサートで、彼女とのデュエットを披露。
- 2008年（平成20年）
  - 6月15日に行われたショートショート フィルムフェスティバル & アジアの「ストップ!温暖化部門」で公式審査員を務めた。授賞式ではマスコミとの質疑応答が予定されていたが、元夫の急逝の影響からかキャンセルになった[10]。
  - 6月20日、土屋アンナ feat. AI名義で『ミュージックステーション』初出演、「Crazy World」を披露。土屋にとっては、民放の音楽番組初出演でもあった。
- 2009年（平成21年）
  - 7月10日、初の絵本『タウのぼうけん』（講談社）を発表[11]。
  - 8月1日、オムニバス映画『BLUE PACIFIC STORIES』の短編「フィッシュ・ボーン」で映画監督に初挑戦[12]。
  - 8月9日、ロック・フェスティバル「SUMMER SONIC 09」に出演。
  - 9月19日、スタイリストの菊池大和の子供を妊娠していることをブログで発表[13][14]。同年に結婚。
- 2010年（平成22年）
  - 3月26日、第二子を出産し、「ライオンキング」のシンバに因んで心羽（シンバ）と命名する[15][16]。
  - 5月13日、カシオ「Baby-G」のイベントにゲスト出演。出産後、初めて公の場に姿を現した。夏には音楽活動を再開[17][18]。
  - 8月7日、ロック・フェスティバル「SUMMER SONIC 2010」に出演。
- 2011年（平成23年）
  - 2月22日、「ジュピター&ジュノ」の5周年記念「土屋アンナコラボレーション」発表会に登場。同ブランドは発足当初から土屋をブランドイメージとして起用したいと考えており、5年越しのコラボ企画実現となった[19]。
  - 3月23日、「Wonder Woman」に安室奈美恵 feat.AI&土屋アンナとして参加[2]。
  - 6月23日、LADY GAGAやEXILEらが出演して幕張メッセで開催された「MTV VIDEO MUSIC AID JAPAN」にて、安室奈美恵・AIとともに「Wonder Woman」を披露し、世界6億世帯に生中継された[2]。
  - 9月4日から放映の仮面ライダー生誕40周年記念作品「仮面ライダーフォーゼ」の主題歌を担当[2]。
  - 12月13日、「Tカード提示で被災地に児童館を。」プロジェクトで宮城県南三陸町に建てられた第1館目の児童館を再訪問。土屋は9月5日の竣工引き渡し式に出席し、志津川小学校の1年生と再会を約束していた。サンタクロース姿で登場した土屋は児童たちと歌を歌うなどして東日本大震災で被災した子供たちを元気付けた[20]。ちなみに震災当日の3月11日は土屋の誕生日でもある。
- 2012年（平成24年）
  - 2月8日、都内で開かれた映画『ドラゴン・タトゥーの女』のトークイベントに参加。土屋は石井竜也が同作品のヒロインをイメージしてデザインしたボディアート姿で登場した。衣装などの製作に約2ヵ月、特殊メイクに約5時間かかり、製作費は約2000万円かかった[21]。
  - 3月28日発売のコラボ・ベストアルバム『12 FLAVOR SONGS〜BEST COLLABORATION〜』に、松本孝弘（B'z)と難波章浩（Hi-STANDARD）が参加[2][22]。
  - 8月19日、ロック・フェスティバル「SUMMER SONIC 2012」に出演。
  - 9月19日、扁桃炎のため医師から10日間の絶対安静を告げられる。声が出ないため撮影、収録、イベント等の出演を延期、辞退した。土屋は同17日から高熱が続いていた[23]。同26日、土屋はブログで復帰を報告[24]。
- 2013年（平成25年）
  - 1月10、11日、超英雄祭 KAMEN RIDER×SUPER SENTAI LIVE&SHOW出演（東京国際フォーラム）
  - 3月2日 第16回東京ガールズコレクション2013 S/S出演（代々木第一体育館）
  - 4月17日、土屋アンナ＜愛愛傘＞氣志團 /STEP IN TO THE NEW WORLD! 発売（「ストライド」TVCM曲）
  - 4月29日、NAONのYAON出演 (日比谷野外音楽堂)
  - 7月23日、TBSスポーツ夏祭りWBA世界バンタム級タイトルマッチにて国家独唱（東京ビッグサイト）
  - 8月24日、映画『RETURN ハードバージョン公開 (御殿川丸役・原田眞人監督・椎名桔平主演)
  - 8月31日、第17回東京ガールズコレクション2013 A/W出演（さいたまスーパーアリーナ）
  - 9月22日、Tokyo Crazy Kawaii in Parisにヘッドライナーとして参加（フランス/パリ）
  - 11月9日、横浜音祭りにて「土屋アンナSpecial Live in横浜音祭り」開催
  - 12月1日、HARAJUKU KAWAii in OKINAWA出演（沖縄コンベンションセンター）
  - 12月23日、24日 アンプラグドツアー2013を開催（12/23モーションブルー横浜・12/24ブルーノート名古屋）
  - 12月31日、絶対に笑ってはいけない地球防衛軍24時 出演
- 2016年（平成28年）
  - 1月21日、菊池大和との離婚を発表[25]。
  - 11月8日、一般人男性との間に第3子を妊娠したことを発表[26]。
- 2017年（平成29年）
  - 1月、交際中だった一般人男性と結婚[27]。
  - 3月6日、第3子女児を出産[28]。
- 2018年（平成30年）
  - 7月7日、第4子を妊娠したことを自身のインスタグラムで発表[29][30]。11月18日、第4子女児を出産[31]。
- 2023年（令和5年）
  - 11月15日、所属事務所をバックステージマネジメントからモデリングオフィスAMAに移籍すること、ファンクラブを設立したことを自身のInstagramにて報告した日刊スポーツ. “土屋アンナ　事務所移籍とファンクラブ設立を報告「引き続き全力疾走して参ります」”. 2023年11月21日閲覧。。
- 2024年（令和6年）
  - 8月8日、4人組のロックバンド「BLVCKPHOENIX」（ブラックフェニックス）を結成し、インディーズ活動を開始[32]。
  - 11月21日、東京・新代田FEVERにてBLVCKPHOENIXとして初となるワンマンライブを開催予定[33]。

## 人物
タレントとしてテレビ等に出演するほか、モデル、女優、歌手としても活動している。土屋は自身の職業について、「仕事の優先順位は音楽が80%、モデルが20%」、「職業はモデル、好きなのが歌手」、「女優も好きだけど、待ち時間が凄く長くて…」としている。私生活では3度の結婚歴があり、4児の母親である。

### 生い立ちと家族
日本人の母親とアイルランド人の血もひくポーランド系アメリカ人の父親を持つ日米のハーフ。出生当時の本名はアンナ・マリーハイダー。
父親は幼少時に家を出たが、土屋は小学生時代にはそのことを隠していた。友達には父親の自慢話をしていたものの、やがてばれて嘘つき呼ばわりされたという。このような生まれのため英語が堪能と思われることがあるが、実のところ、英語は苦手と語っている。
姉がひとりいて、名前はアンジェラという。モデルをしていた彼女が「モデルをやらないか」と誘ったことで、土屋もモデルになった。
幼少期の土屋は、フィギュアスケートやピアノを習ったりフリルの着いた洋服を身に着けるなど、現在のイメージとは異なり、お嬢様タイプだったという。また、幼少期には当時飼っていた犬の散歩の度に近所に住んでいた山本寛斎の洋犬と互いに吠えあっていた。その頃のアンナにとっては彼があの寛斎であるとは知らず、寛斎にとってアンナは御近所の娘さんという認識であったが、現在では仕事で互いに知り合っている。

### 音楽活動
小学校くらいから音楽と絵を描くことが好きだった。音楽もただ聴くというよりはCDを爆音で流しながら一緒に歌うのが好きで、一日中何度も繰り返して歌っている子どもだった。そしてホイットニー・ヒューストン、シンディ・ローパー、サラ・ブライトマン、ベット・ミドラー、アレサ・フランクリンなどの洋楽のアーティストやオールディーズを聴くようになった。特にホイットニーについては「あたしが歌をやるきっかけとなった人で、彼女に出会ってなかったら今のあたしがいない」と語った。
しかし、中学生になったばかりの頃にクイーンを聴いて、「ただキレイに歌っている音楽はつまらない」「何だか知らないけどパワーがある、これがロックなんだ」と思うようになった。それ以前にも、当時流行っていたリンプ・ビズキットなどのロックを聴いたことはあったが、クイーンを聴いて本物のロックを知った気がした。そこからいろんなロックバンドを聴くようになり、ボン・ジョヴィ、ハノイ・ロックス、エアロスミス、ガンズ・アンド・ローゼスなどを経て、やがてニルヴァーナやホールのコートニー・ラヴに行きついた。激しいがなぜか美しさも感じる音楽を好きになったことで、「音楽をやるのなら、自分も人間的に奇麗なだけじゃなく汚れた部分もあるのだから、そういう部分をちゃんと出して人間臭くロックをやりたい」と思うようになった。
歌手活動を始めたきっかけは、ギタリストのKAZが彼女に声をかけたこと。中学・高校時代にバンドをやろうと思ったこともあったが、その年代のバンドは下手糞なので、聖歌隊で歌っている方がマシだと思ってやらなかった。しかし、KAZに歌ってみないかと誘われたことでやる気になり、彼と打ち込み系のロックバンド「Spin Aqua」を結成。しかし、妊娠したことが原因で事務所から音楽を止めるように言われ、バンドは解散することになった。その後、何度も事務所にかけ合って、ソロとして音楽活動を再開することになった。

### 趣味・嗜好
- 趣味は絵、デザイン、クラシックバレエ、ダイビング。また「リトル・マーメイド」のアリエル[45]、ターコイズを材料とするインディアンジュエリー[46]、バービー人形[47]を収集している。特にバービー人形については、バービーという名前には親しみを感じると述べている[38]。
- 酒と和食を好む。どちらかといえば魚派で、肉は豚肉しか食べない。また、特に貝料理を好む。嫌いな食べ物はチョコレート、豚肉以外の肉、ハンバーガー、油っこい中華料理[48]。
- 自宅ではネコを4匹飼っており、名前はそれぞれミルキー[49]、ゼファー[50]、はなちゃん[50]、そらちゃん[50]。その縁で「ねこ自慢」では不定期でリポーターとして出演している。
- 喫煙者。
- 右腰にはボタンと蛇、左腰には未完成の瞳のない火の鳥のタトゥーを入れている。ピアスもいくつかつけており、ヘリックスやトラガスと呼ばれる軟骨部分等にもあけている。
- 海が好きで休日は子供と海で過ごすことが多く、素潜りで6メートルほど潜って貝を獲ることがある[51]。将来は漁師など海に関わる仕事をしたいとも言う[52]。
- お笑い芸人オードリーの春日俊彰のファン[53]。
- 同じモデルの冨永愛とは公私ともに親しく、共演することも多い。
- 何度かコラボ経験のあるAIは友人である。
- 夏木マリとは2007年に『さくらん』で共演した事がきっかけで親交が深く、「人間の生々しさを表現するからうそがない。いつもエネルギーを与えてくれて、私のことを救ってくれる」と尊敬している[54][55]。

### その他
- 愛称は「アンさん」「アンナ」。
- 足のサイズは25cm。
- 座右の銘は『バカでいる』[56]。
- 芸能人では同じく歌手のDAIGO[57]や元モーニング娘。の光井愛佳が土屋のファンであることを公言している[58]。

## 受賞歴
- 2004年（平成16年）
  - 第29回報知映画賞新人賞（『下妻物語』『茶の味』）
  - 第47回ブルーリボン賞 新人賞（『下妻物語』『茶の味』）
  - 第26回ヨコハマ映画祭最優秀新人賞 （『下妻物語』『茶の味』）
  - 第28回日本アカデミー賞 新人俳優賞（『下妻物語』）
  - 第78回キネマ旬報ベスト・テン 新人女優賞 （『下妻物語』）
  - 第59回毎日映画コンクール スポニチグランプリ新人賞 （『下妻物語』）
  - 第14回日本映画批評家大賞 助演女優賞（『下妻物語』）[59]
- 2007年（平成19年）
  - 第3回VOGUE NIPPON Women of the Year[60]
- 2009年（平成21年）
  - 第38回ベストドレッサー賞 芸能・スポーツ部門[61]
  - 第14回ネイルクィーン アーティスト部門[62][63]
- 2011年（平成23年）
  - 第24回日本メガネベストドレッサー賞サングラス部門
- 2015年（平成27年）
  - 第13回クラリーノ美脚大賞・30代部門[64]

## ディスコグラフィ

### シングル
|      | 発売日         | タイトル                        | 規格       | 規格品番      | 備考                                                                                                 |
| ---- | -------------- | ------------------------------- | ---------- | ------------- | --- |
| 1st  | 2006年1月25日  | Change your life                | CD         | CTCR-40229    | |
| 2nd  | 2006年3月23日  | SLAP THAT NAUGHTY BODY／MY FATE | CD         | CTCR-40230    | |
| 3rd  | 2006年6月28日  | rose                            | CD+DVD     | CTCR-40239B   | 「ANNA TSUCHIYA inspi' NANA（BLACK STONES）」名義。                                                  |
| 3rd  | 2006年6月28日  | rose                            | CD         | CTCR-40240    | 「ANNA TSUCHIYA inspi' NANA（BLACK STONES）」名義。                                                  |
| 4th  | 2007年1月10日  | 黒い涙                          | CD+DVD     | CTCR-40247B   | 「ANNA TSUCHIYA inspi' NANA（BLACK STONES）」名義。                                                  |
| 4th  | 2007年1月10日  | 黒い涙                          | CD         | CTCR-40248    | 「ANNA TSUCHIYA inspi' NANA（BLACK STONES）」名義。                                                  |
| 5th  | 2007年2月7日   | LUCY                            | CD+DVD     | CTCR-40249B   | 「ANNA TSUCHIYA inspi' NANA（BLACK STONES）」名義。                                                  |
| 5th  | 2007年2月7日   | LUCY                            | CD         | CTCR-40250    | 「ANNA TSUCHIYA inspi' NANA（BLACK STONES）」名義。                                                  |
| 6th  | 2007年8月1日   | BUBBLE TRIP/sweet sweet song    | CD+DVD     | CTCR-40259B   | |
| 6th  | 2007年8月1日   | BUBBLE TRIP/sweet sweet song    | CD         | CTCR-40260    | |
| 7th  | 2008年1月30日  | cocoon                          | CD+DVD     | CTCR-40265B   | |
| 7th  | 2008年1月30日  | cocoon                          | CD         | CTCR-40266    | |
| 8th  | 2008年6月11日  | Crazy World                     | CD+DVD     | CTCR-40277    | 「土屋アンナ feat. AI」名義。                                                                        |
| 8th  | 2008年6月11日  | Crazy World                     | CD         | CTCR-40278    | 「土屋アンナ feat. AI」名義。                                                                        |
| 9th  | 2008年9月10日  | Virgin Cat                      | CD         | CTCR-40279    | 初回生産限定盤。                                                                                     |
| 10th | 2009年7月1日   | Brave vibration                 | CD+DVD     | CTCR-40291B   | |
| 10th | 2009年7月1日   | Brave vibration                 | CD         | CTCR-40292    | |
| 11th | 2010年7月21日  | Atashi                          | CD+DVD     | CTCR-40313B   | |
| 11th | 2010年7月21日  | Atashi                          | CD         | CTCR-40314    | |
| 12th | 2010年8月18日  | Shout in the rain               | CD+DVD     | CTCR-40315B   | |
| 12th | 2010年8月18日  | Shout in the rain               | CD         | CTCR-40316    | |
|      | 2010年8月19日  | UHA-UHA/暴食系男子!!            | CD&DVD BOX | 9784796678698 | 「PE'Z×土屋アンナ」名義のコラボレーションシングル。                                                  |
| 13th | 2011年9月28日  | UNCHAINED GIRL                  | CD+DVD     | CTCR-40327B   | |
| 13th | 2011年9月28日  | UNCHAINED GIRL                  | CD         | CTCR-40328    | |
| 14th | 2011年11月23日 | Switch On!                      | CD+DVD     | AVCA-49072B   | |
| 14th | 2011年11月23日 | Switch On!                      | CD         | AVCA-49073    | |
| 15th | 2012年8月22日  | Voyagers                        | CD+DVD     | AVCA-49722B   | 映画版『仮面ライダーフォーゼ THE MOVIE みんなで宇宙キターッ!』の主題歌「Voygers」を収録したシングル｡ |
| 15th | 2012年8月22日  | Voyagers                        | CD         | AVCA-49723    | 映画版『仮面ライダーフォーゼ THE MOVIE みんなで宇宙キターッ!』の主題歌「Voygers」を収録したシングル｡ |
| 15th | 2012年8月22日  | Voyagers                        | CD+DVD     | AVCA-49724B   | 映画版『仮面ライダーフォーゼ THE MOVIE みんなで宇宙キターッ!』の主題歌「Voygers」を収録したシングル｡ |
|      | 2013年4月17日  | STEP IN TO THE NEW WORLD!       | CD+DVD     | CTCR-40346B   | 「土屋アンナ<愛愛傘>氣志團」名義のコラボレーション･シングル。                                        |

### スタジオアルバム
|     | 発売日         | タイトル                                  | 規格   | 規格品番    | 備考                                                |
| --- | -------------- | ----------------------------------------- | ------ | ----------- | --------------------------------------------------- |
| 1st | 2006年8月2日   | strip me?                                 | CD+DVD | CTCR-14493B |                                                     |
| 1st | 2006年8月2日   | strip me?                                 | CD     | CTCR-14494  |                                                     |
|     | 2007年2月28日  | ANNA TSUCHIYA inspi' NANA（BLACK STONES） | CD     | CTCR-14537B | 「ANNA TSUCHIYA inspi' NANA（BLACK STONES）」名義。 |
| 2nd | 2008年10月29日 | NUDY SHOW!                                | CD+DVD | CTCR-14593B |                                                     |
| 2nd | 2008年10月29日 | NUDY SHOW!                                | CD     | CTCR-14594  |                                                     |
| 3rd | 2010年9月22日  | RULE                                      | CD+DVD | CTCR-14696B |                                                     |
| 3rd | 2010年9月22日  | RULE                                      | CD     | CTCR-14697  |                                                     |

### ミニアルバム
|     | 発売日         | タイトル      | 規格   | 規格品番    | 備考 |
| --- | -------------- | ------------- | ------ | ----------- | ---- |
| 1st | 2005年8月24日  | Taste My Beat | CD     | VFCD-11014  |      |
| 2nd | 2014年3月11日  | Sugar Palm    | CD+DVD | CTCR-14826B |      |
| 3rd | 2014年10月22日 | LUCIFER       | CD+DVD | CTCR-14838B |      |
| 3rd | 2014年10月22日 | LUCIFER       | CD     | CTCR-14839  |      |

### カバーアルバム
|     | 発売日        | タイトル             | 規格   | 規格品番    | 備考 |
| --- | ------------- | -------------------- | ------ | ----------- | ---- |
| 1st | 2015年12月9日 | NAKE'd〜Soul Issue〜 | CD+DVD | CTCR-14878B |      |
| 1st | 2015年12月9日 | NAKE'd〜Soul Issue〜 | CD     | CTCR-14879  |      |

### リミックスアルバム
|     | 発売日        | タイトル                                   | 規格   | 規格品番    | 備考 |
| --- | ------------- | ------------------------------------------ | ------ | ----------- | ---- |
| 1st | 2006年3月23日 | Taste My xxxremixxxxxxx!!!!!!!! Beat Life! | CD+DVD | CTCR-14463B |      |
| 2nd | 2009年3月11日 | NUDY xxxremixxxxxxx!!!!!!!! SHOW!          | CD     | CTCR-14620  |      |

### コラボアルバム
|     | 発売日        | タイトル                              | 規格   | 規格品番    | 備考 |
| --- | ------------- | ------------------------------------- | ------ | ----------- | ---- |
| 1st | 2012年3月28日 | 12 FLAVOR SONGS〜BEST COLLABORATION〜 | CD+DVD | CTCR-14763B |      |
| 1st | 2012年3月28日 | 12 FLAVOR SONGS〜BEST COLLABORATION〜 | CD     | CTCR-14764  |      |

### ベストアルバム
|    | 発売日        | タイトル  | 規格       | 規格品番   | 備考                                                                         |
| -- | ------------- | --------- | ---------- | ---------- | ---------------------------------------------------------------------------- |
|    | 2007年3月21日 | NANA BEST | CD+DVD     | CTCR-14540 | 土屋アンナ、OLIVIAによるアニメ「NANA」のOP&ED曲を1枚に収めたベストアルバム。 |
| CD | 2007年3月21日 | NANA BEST | CTCR-14541 |            | 土屋アンナ、OLIVIAによるアニメ「NANA」のOP&ED曲を1枚に収めたベストアルバム。 |

### アナログ
|  | 発売日       | タイトル                                      | 規格               | 規格品番   | 備考                          |
|  | ------------ | --------------------------------------------- | ------------------ | ---------- | ----------------------------- |
|  | 2006年9月2日 | Ah Ah（Shinichi Osawa Remix 12'inch version） | 12インチシングル盤 | VEJT89304  |                               |
|  | 2008年5月3日 | Crazy World（FPM Hyper Society mix）          | 12インチシングル盤 | RR12-88519 | 「土屋アンナ feat. AI」名義。 |
|  | 2008年9月5日 | Virgin Cat（LAVA Remix）                      |                    |            |                               |

### 参加作品
| リリース日     | 参加楽曲                                                                                             | 収録作品                                     |
| -------------- | --- | -------------------------------------------- |
| 2006年8月9日   | My dear                                                                                              | V.A.「Tribute to Brian Jones」               |
| 2006年12月6日  | QUEEN OF THE ROCK vs 土屋アンナ                                                                      | 布袋寅泰「SOUL SESSIONS」                    |
| 2007年12月5日  | BUTTERFLY feat.ANTY the 紅乃壱,ANNA TSUCHIYA,PUSHIM                                                  | AI「DON'T STOP A.I.」                        |
| 2009年4月29日  | Bangalicious feat.土屋アンナ                                                                         | ravex「trax」                                |
| 2010年6月9日   | Dirty Beauty feat.土屋アンナ                                                                         | S'capade「S'CAPADE」                         |
| 2010年9月1日   | REVOLUTION welcomez 土屋アンナ                                                                       | INFINITY16「LOVE」                           |
| 2011年3月2日   | Fight The Power feat.土屋アンナ, Sadat X from Brand Nubian, Steph Pockets, Sonny Cheeba from Camp Lo | VOLTA MASTERS「Suite」                       |
| 2011年3月23日  | Wonder Woman feat.AI & 土屋アンナ                                                                    | 安室奈美恵「Checkmate!」                     |
| 2011年8月24日  | S.ex. with TSUCHIYA ANNA and SUGA SHIKAO                                                             | SEAMO「コラボ伝説」                          |
| 2012年10月17日 | HALLOWEEN PARTY                                                                                      | HALLOWEEN JUNKY ORCHESTRA「HALLOWEEN PARTY」 |
| 2015年5月27日  | TIME AFTER TIME（feat. 土屋アンナ）                                                                  | 櫻井哲夫 「Nothin' but the Bass」            |
| 2015年9月30日  | Rock Love                                                                                            | SHOW-YAアルバム「PROGRESS」                  |
| 2015年9月30日  | 涙のロンリーボーイ                                                                                   | 稲垣潤一デュエットカバーアルバム「男と女5」  |

## 映像作品
|  | 発売日        | タイトル                                   | 規格 | 規格品番   | 備考                                                                             |
|  | ------------- | ------------------------------------------ | ---- | ---------- | -------------------------------------------------------------------------------- |
|  | 2004年6月16日 | 土屋アンナ「anna 3(さんじょう)」           | DVD  | PCBG-10559 | イメージDVD。                                                                    |
|  | 2007年1月10日 | ANNA TSUCHIYA 1st Live Tour BLOOD OF ROSES | DVD  | CTBR-92045 | ライヴDVD｡                                                                       |
|  | 2010年3月17日 | BLUE PACIFIC STORIES Fish Bone             | DVD  | CTBR-92066 | 土屋アンナ初監督作品『フィッシュ・ボーン』のほか、オフショットやLIVE映像も収録。 |

## タイアップ
| 曲名                                            | タイアップ |
| in my hands                                     | EDWIN「ViENUS JEAN」CMソング                                                                                   |
| Somebody Help Me                                | テレビ東京系「トゥルー・コーリング」 テーマソング                                                              |
| Change your life                                | 京セラ「A5515K」CMソング                                                                                       |
| SLAP THAT NAUGHTY BODY                          | アルペン「Hart」CMソング                                                                                       |
| MY FATE                                         | アニメ「リーンの翼」 主題歌                                                                                    |
| rose                                            | 日本テレビ系アニメ「NANA」 オープニングテーマ                                                                  |
| Lovin' you                                      | 松竹配給映画「サイレントヒル」 日本版イメージソング                                                            |
| Grooving beating                                | キャドバリー・ジャパン「Whiteen」CMソング                                                                      |
| knock down                                      | コーセー「ヴィセ リキッドルージュ」CMソング                                                                    |
| 黒い涙                                          | 日本テレビ系アニメ「NANA」 エンディングテーマ                                                                  |
| JUST CAN'T GET ENOUGH                           | 日産自動車「MARCH」CMソング                                                                                    |
| I'm addicted to you                             | 日本テレビ系アニメ「NANA」 挿入歌                                                                              |
| LUCY                                            | 日本テレビ系アニメ「NANA」 オープニングテーマ                                                                  |
| better day                                      | ECC外語学院CMソング                                                                                            |
| BUBBLE TRIP                                     | P&G「ハーバルエッセンス」CMソング                                                                              |
| sweet sweet song                                | 第一興商「プレミアDAM」CMソング                                                                                |
| cocoon                                          | NTTドコモCMソング                                                                                              |
| u                                               | 20世紀フォックス・ホーム・エンターテイメント・ジャパン「Lの世界」 DVD発売キャンペーンソング                    |
| Crazy World                                     | 第一興商「プレミアDAM」CMソング                                                                                |
| Virgin Cat                                      | 20世紀フォックス・ホーム・エンターテイメント・ジャパン「Lの世界」 DVD発売キャンペーンソング                    |
| GINGER                                          | アサヒビール「ジンジャードラフト」CMソング                                                                     |
| Dirty Game                                      | TBS系「Jスポ」テーマソング                                                                                     |
| GUILTY                                          | ソニー・ピクチャーズ エンタテインメント配給アニメ映画「バイオハザード ディジェネレーション」エンディングテーマ |
| Brave vibration                                 | 資生堂「ANESSA」CMソング                                                                                       |
| Brave vibration                                 | 日本テレビ系「音楽戦士 MUSIC FIGHTER」6月度オープニングテーマ                                                  |
| Brave vibration                                 | テレビ朝日系「プロマーシャル」タイアップソング                                                                 |
| Loser!                                          | ティ・ジョイ配給映画「BLUE PACIFIC STORIES『フィッシュ・ボーン』」主題歌                                       |
| HEY YOU!                                        | au by KDDI CMソング                                                                                            |
| CHECKMATE mash up ANTY the 紅乃壱,VOLTA MASTERS | 東映配給映画『バトル・ロワイアル3D』主題歌                                                                     |
| Switch On!                                      | テレビ朝日系「仮面ライダーフォーゼ」主題歌                                                                     |
| Voyagers                                        | 東映配給映画「仮面ライダーフォーゼ THE MOVIE みんなで宇宙キターッ!」主題歌                                     |
| STEP IN TO THE NEW WORLD!                       | ストライド CM Song                                                                                             |

## 出演

### 映画
- 監督感染「KENENN」（2003年）
- 下妻物語（2004年、東宝） - 白百合イチゴ 役
- 茶の味（2004年、クロックワークス・レントラックジャパン） - 鈴石アオイ 役
- バッシュメント（2005年、VITA） - 主演・大森樹里 役
- アルバイト探偵（2006年、ジェネオン エンタテインメント） - モニーク 役
- 嫌われ松子の一生（2006年、東宝） - 女囚 役
- どろろ（2007年、東宝） - 鯖目の奥方 役
- さくらん（2007年、アスミック・エース） - 主演・きよ葉・日暮 役
- パコと魔法の絵本（2008年、東宝） - タマ子 役
- ヘブンズ・ドア（2009年、アスミック・エース） - ホストクラブの客 役
- カムイ外伝（2009年、松竹） - アユ 役
- 恋谷橋 La Vallee de l'amour（2011年、パル企画）
- グッモーエビアン!（2012年、ショウゲート） - フリーマーケットの店番 役 （特別出演）
- RETURN ハードバージョン（2013年、アークエンタテインメント） - 御殿川丸 役
- S -最後の警官- 奪還 RECOVERY OF OUR FUTURE（2015年、東宝） - 横川秋 役
- GONIN サーガ（2015年） - 菊池麻美 役
- JK☆ROCK（2019年、ファントム・フィルム） - 写真のみ出演
- Diner ダイナー（2019年、ワーナー・ブラザース映画） - マリア 役
- 町田くんの世界（2019年、ワーナー・ブラザース映画） - カメラマン 役
- 君は彼方（2020年、エレファントハウス、ラビットハウス） - 織夏 役
- ALIVEHOON アライブフーン（2022年、イオンエンターテイメント）
- BLUE FIGHT 〜蒼き若者たちのブレイキングダウン〜（2025年、ギャガ / YOAKE FILM）[69]

### テレビドラマ
- 水戸黄門 第43部 第6話「海道一のじゃじゃ馬娘 -清水-」（2011年8月8日、TBS / C.A.L） - お蝶 役
- S -最後の警官-（2014年1月12日 - 3月16日、TBS） - 横川秋 役
- プライベートバンカー（2025年1月9日 - 3月6日、テレビ朝日） - 天宮寺沙織 役[70]

### 配信ドラマ
- RETURN（2013年、UULA） - 御殿川丸 役

### 舞台
- ダブリンの鐘つきカビ人間（2005年）
- 太陽の船
- リア王（2016年8月、三越劇場）[71]
- ALICE〜不思議の国のアリスより〜（2024年）[72]
- クリスマス・キャロル　〜National Tour 2025〜（2025年公演予定） - イザベラ / イライザ / イボンヌ 役[73]

### 劇場アニメ
- それいけ!アンパンマン 妖精リンリンのひみつ（2008年、東京テアトル） - リンリン 役

### 吹き替え
- ハービー/機械じかけのキューピッド（2005年、ブエナビスタ） - 主演 マギー・ペイトン 役（リンジー・ローハン）
- バトルシップ（2012年、東宝東和） - レイクス 役（リアーナ）[74]
- 長ぐつをはいたネコと9つの命（2023年、東宝東和/ギャガ） - キティ・フワフワーテ 役[75]
- ホーンテッドマンション（2023年、ウォルト・ディズニー・ジャパン） - ハリエット 役（ティファニー・ハディッシュ）[76]

### テレビ
- NHK語学講座イタリア語会話（2003年度、2007年度下期、NHK教育テレビ） - 生徒 役
- 動物惑星（2006年1月 - 9月、日本テレビ） - ナレーション
- めざましテレビ「ガクナビ」（2007年 -、フジテレビ系） - ナレーション
- タナゴコロッジ（2008年 -、関西テレビ）
- 熱血!テレビ番長（2011年、毎日放送） - OP・EDナレーション
- ザ・プライムショー（2011年10月 - 2012年9月、WOWOW）- キャスター（毎週木曜）
  - 渋谷LIVE! ザ・プライムショー（2012年10月 - 2013年3月、WOWOW）- キャスター（毎週水曜）
  - ザ・プライムショー（2013年4月 - 9月、WOWOW）- キャスター（毎週水曜）
- 土屋アンナ&冨永愛VSよゐこ2013無人島0円生活（2013年9月1日、テレビ朝日）
  - 土屋アンナ＆よゐこ 巨大生物が棲む無人島で2泊3日0円生活（2015年12月17日、テレビ朝日）
- 高田純次・ザキヤマ・土屋アンナのテキトー旅in南の島（2014年1月4日、中京テレビ）
- TOKYO SESSION –ROCKIN’GAMBLER– 第九夜（2019年3月17日、フジテレビNEXT)[77]
- 土曜スペシャル（テレビ東京）
  - 鉄道沿線ひたすら歩き旅6（2019年12月7日）
  - 三匹のママが行く!食べ放題 相席旅（2020年11月21日）
- なぜならペットが好きだから（2021年5月23日、BS朝日）[78]
- ねこ自慢（2021年、BS-TBS） - リポーター（不定期）
- さんさんテレビ開局25周年 高知まるごと弾丸旅〜タイムリミットは次の仕事まで〜（2022年11月18日）

### WEB
- ファッションウォーカー（インターネットファッション雑誌）
- 東京ガールズコレクション2012 A/W土屋アンナインタビュー (2012年10月19日公開 WWSチャンネル)
- ザ・マスクド・シンガー（2021年・2022年、ABEMA）

### ラジオ
- Premier DAM High on Music 〜My Music Style〜（TOKYO FM、2007年4月 - ）

### CM
- ユニクロ「DRYタンクトップ」※土屋がカラオケで「ツッパリHigh School Rock'n Roll（登校編）」を熱唱していた。（2002年）
- カルピス「カルピスウォーター」（2002年）
- コーセー
  - 「エスプリーク」
  - 「ヴィセ」
- ホーユー「Beauteen」
- EDWIN「503」（2006年 - ）
- 日本電気、FOMA「N902iS」（2006年）
- キリンビバレッジ「聞茶」（2006年）
- 第一興商「PremierDAM」（2007年 - ）
- NTTドコモ「DoCoMo2.0」（2007年 - 2008年）
- アンナと地球（2007年）
- P&G「ハーバルエッセンス」（2007年）
- CASIO「Baby-G」（2008年 - ）
- MAISON GILFY A/W（2008年）
- アサヒビール「ジンジャードラフト」（2008年、MONKEY MAJIKと共演）
- 本田技研工業「ホンダグリーンマシーン」（2008年 - ）
- 資生堂
  - 「MAQuillAGE」（2009年）
  - 「ANESSA」（2009年）
- KDDI
  - 「au」（2009年 - ）
  - 「auひかり」（2010年）
- ライオン (企業)「アクロン」（2010年）
- Reveur「ノンシリコンシャンプー」（2012年、長澤まさみ、きゃりーぱみゅぱみゅ、本仮屋ユイカ、大政絢と共演）
- パナソニック（2012年）
  - 「プチドラム」
  - 「プチサイクロン」
- マンダム（2012年）
  - 「ビフェスタ うる落ち水クレンジングシリーズ」
- 日本クラフトフーズ「ストライドストライプ」（2013年、氣志團と共演）
- キンチョー「タンスにゴンゴン」（2013年 - 2015年）
- ユーキャン（2015年、ローラと共演）
- スタートトゥデイ ZOZOTOWN（2015年） [79]
- BOAT RACE振興会「アイ アム ア ボートレーサー」（2022年、神尾楓珠・芋生悠・中村獅童・ゆりやんレトリィバァと共演[80]）

## 出版物

### 書籍
- ANNA BANANA（2004年6月、宝島社）
- FLEUR（フルール）（2004年12月22日、ワニブックス）
- Happy Days―アンナ、ママになる!（2005年12月、祥伝社）
- あんさん ホスティス修業中（2007年8月3日、イースト・プレス）
- あんさんのチャチャッと1ヶ月 ピース・ごはん（2012年12月、祥伝社）

### 写真集
- White Ice Sherbet―土屋アンナ写真集 （2003年1月、ラウンドハウス）
- ANNA（2007年2月21日、講談社）

### 雑誌連載
- Zipper「アンナの『お気に召すmama』」
- CUTiE「土屋アンナの『がけっぷち人生』」
- FRING POSTMAN PRESS「土屋アンナの『あんさんホスティス修業中』」